# Ayuntamiento de Ciudad Ho Chi Minh

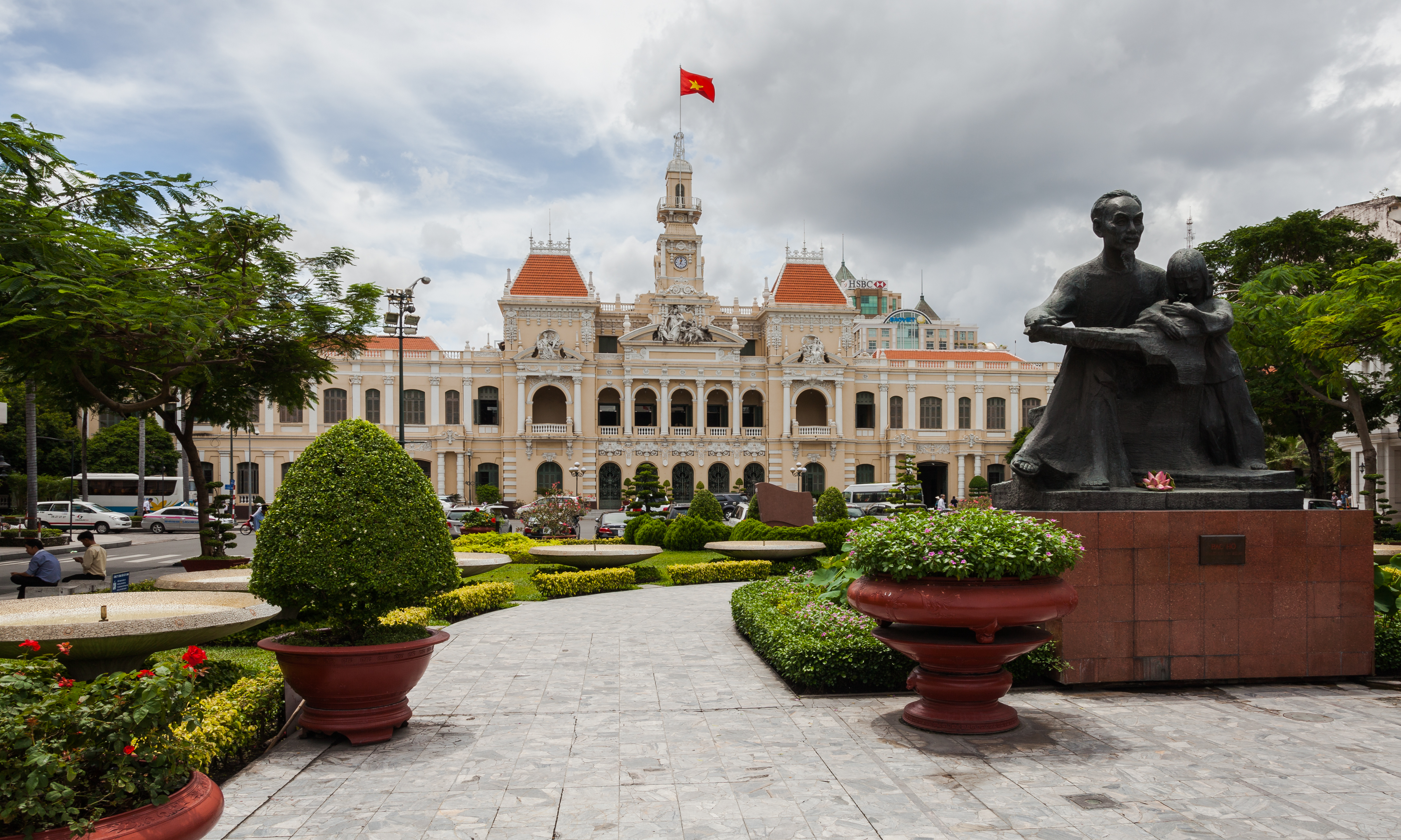
Ho Chi Minh City Hall

El Ayuntamiento de Ciudad Ho Chi Minh u Hotel de Ville (Comité Popular de Ho Chi Minh - Trụ sở Ủy ban Nhân dân Thành phố Hồ Chí Minh) fue construido entre 1902 y 1908 para la entonces ciudad de Saigón. En 1975 se cambió su nombre por el de Comité Popular.

## Galería

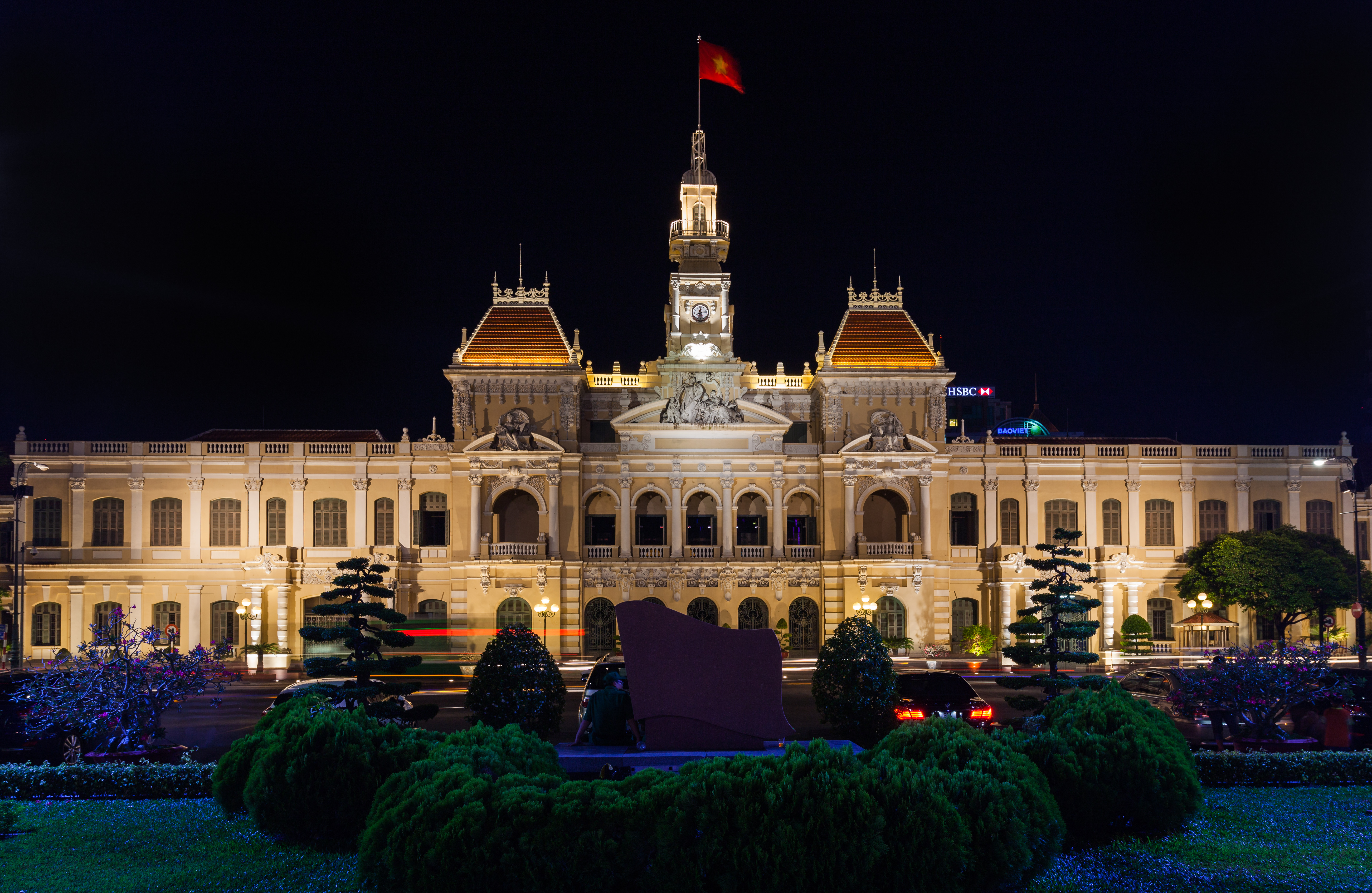
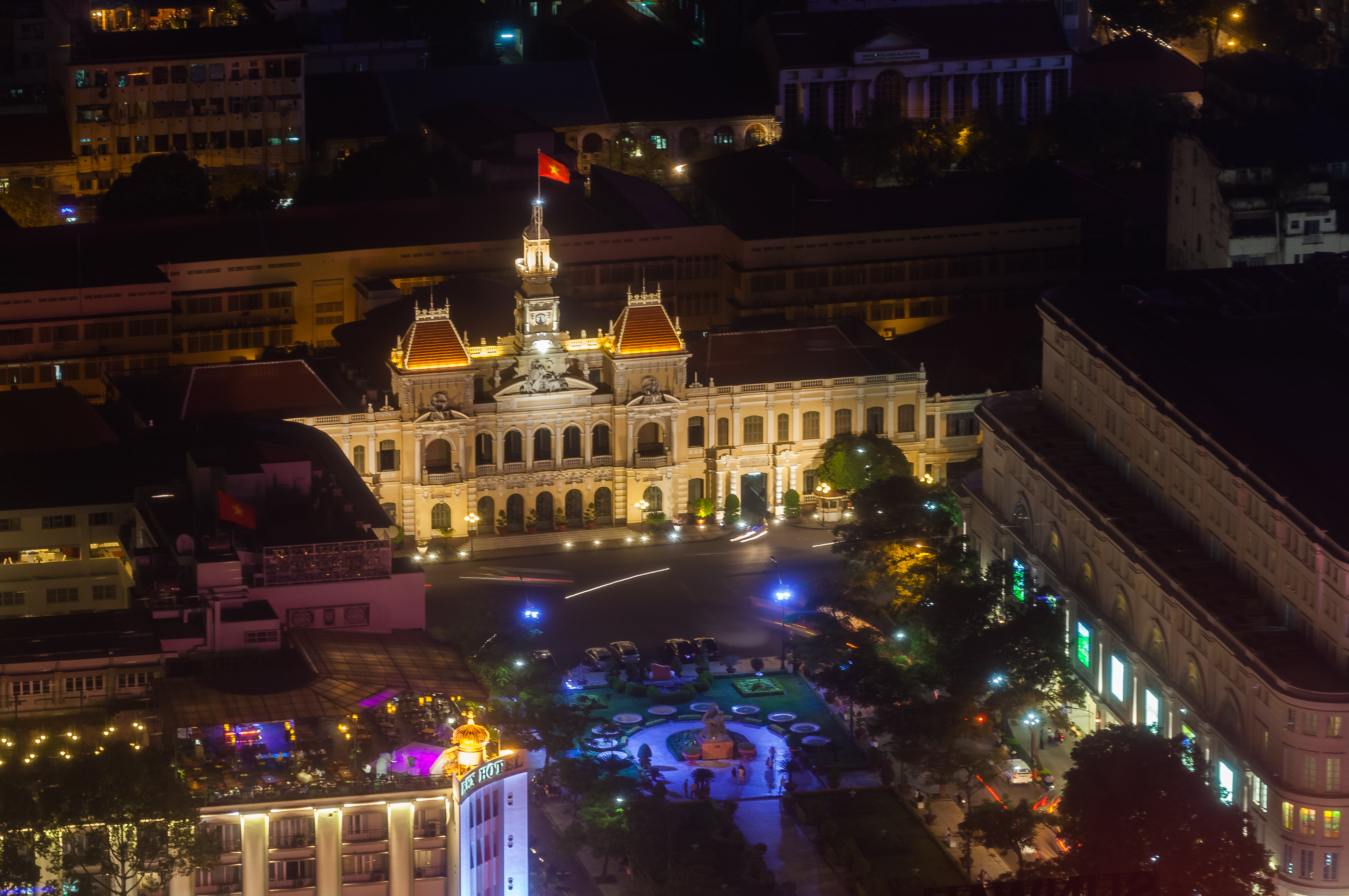
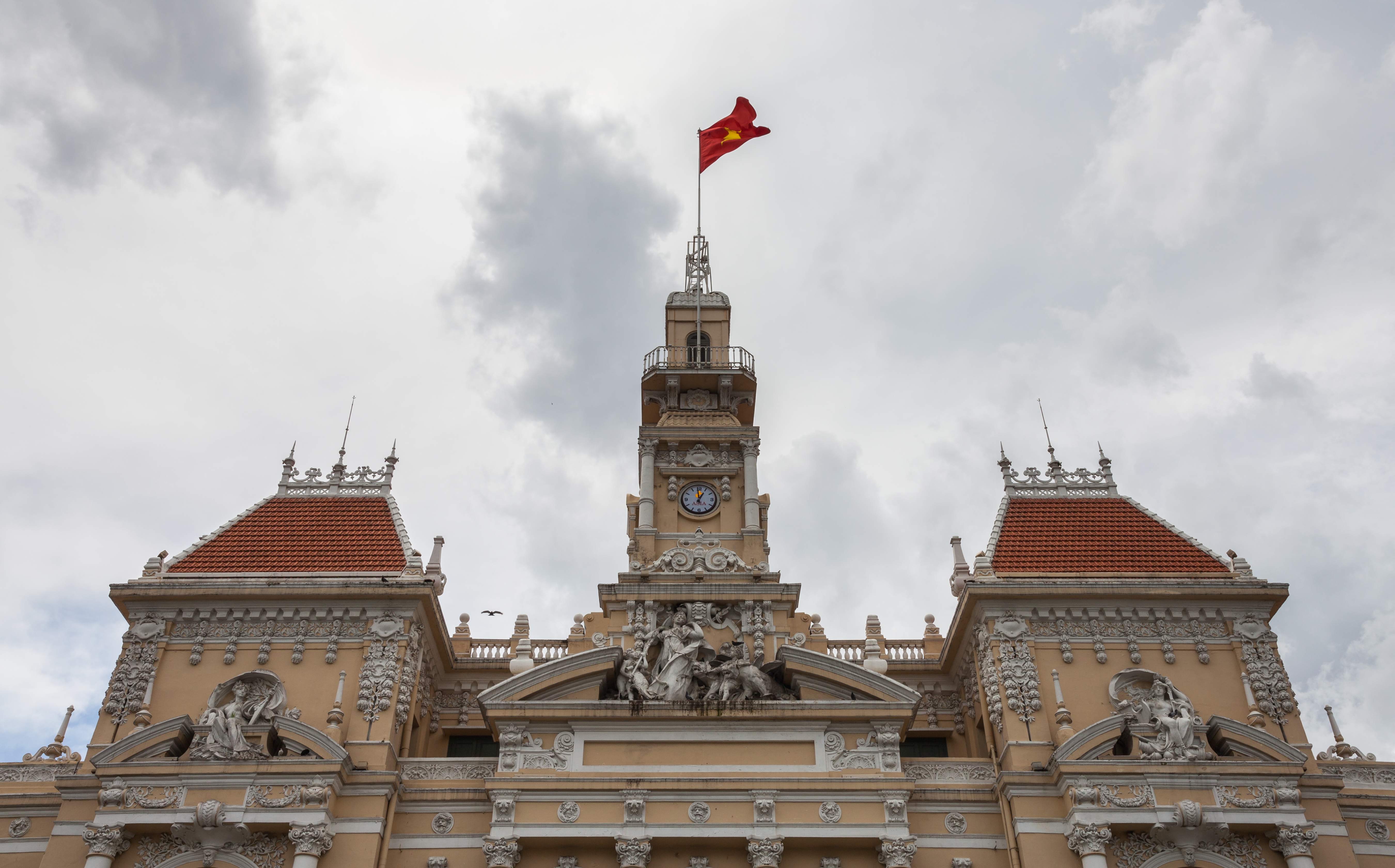
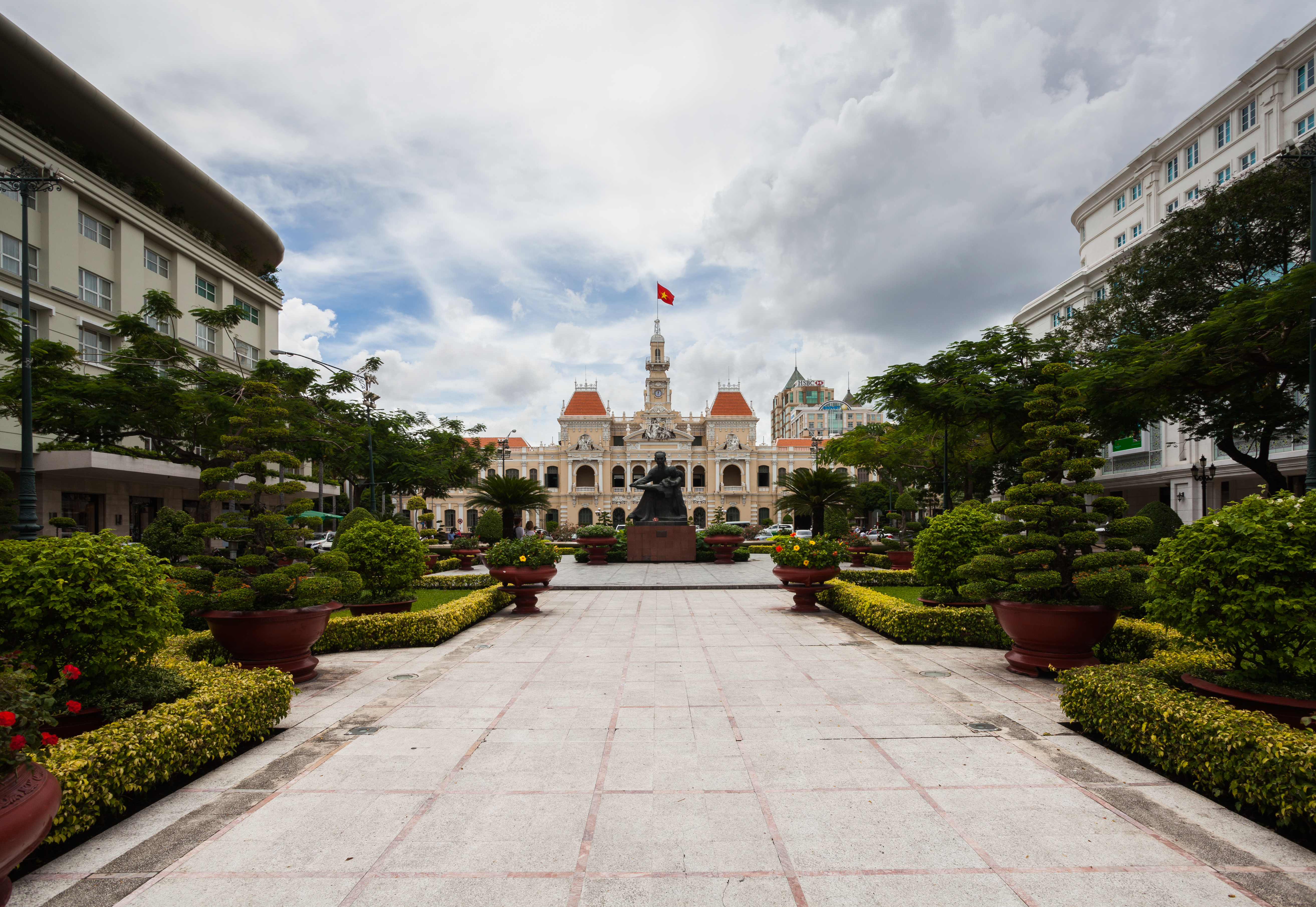
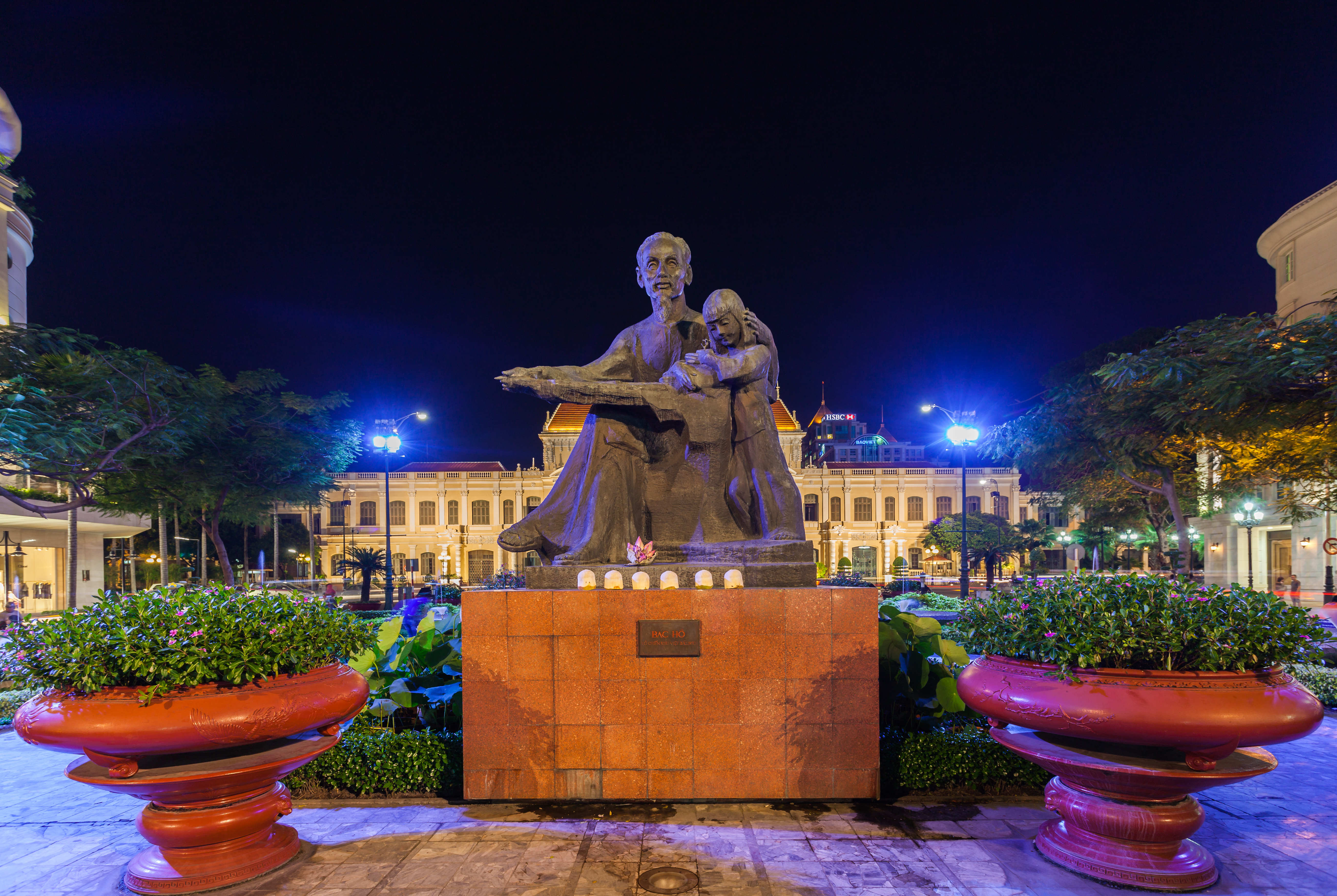